# Enspijk
Enspijk este un oraș din Gelderland, Olanda.